# Kompanie remontowe
Kompania remontowa (krem) – pododdział logistyczny różnych rodzajów sił zbrojnych; jest przeznaczony realizacji zadań zabezpieczenia technicznego.

## Kompanie remontowe w SZ RP
Kompania zaopatrzenia batalionu logistycznego brygady przeznaczona jest do wykonywania specjalistycznych zadań w zakresie obsługiwania, rozpoznania i ewakuacji technicznej oraz remontu uzbrojenia i sprzętu. Na bazie kompanii tworzy się brygadowy punkt zbiórki uszkodzonego sprzętu (PZUS), grupy ewakuacji technicznej (GET) i grupy ewakuacyjno-remontowe brygady (GER).

### Struktura i wyposażenie w 2017
- dowództwo kompanii[2][a]
  - pluton remontu pojazdów gąsienicowych
  - pluton remontu pojazdów kołowych
  - pluton remontu uzbrojenia
  - pluton remontu sprzętu rodzaju wojsk
  - pluton robót specjalnych
  - pluton zabezpieczenia
  - pluton ewakuacji

| Wyszczególnienie                        | BZ | BKPanc |
| --------------------------------------- | -- | ------ |
| Samochód ciężarowo-terenowy             | 16 | 16     |
| Samochód dużej ładowności               | 2  | 3      |
| Samochód średniej ładowności            |    | 17     |
| Samochód osobowo-terenowy               | 2  | 1      |
| Przyczepa średniej ładowności           | 4  | 6      |
| Przyczepa dużej ładowności              |    | 2      |
| Podnośnik widłowy spalinowy             | 1  | 2      |
| Podnośnik widłowy akumulatorowy         |    | 2      |
| Żuraw średniego udźwigu                 | 1  | 1      |
| Warsztat artyleryjski typ 537           | 1  | 1      |
| Warsztat naprawy broni strzeleckiej     | 1  | 1      |
| Warsztat naprawy sprzętu optycznego     | 1  | 1      |
| Warsztat elektromechaniczny RWEM        | 1  | 1      |
| Warsztat ruchomy sprzętu pchem          | 1  | 1      |
| Warsztat WOR/INŻ.                       | 1  | 1      |
| Warsztat łączności                      | 1  | 1      |
| Warsztat remontowy WRP                  | 12 | 13     |
| Warsztat remontowy WOM                  | 1  | 1      |
| Warsztat spawalniczo-blacharski WSB     | 1  | 2      |
| Stacja kontrolno- naprawcza SKN-SKO     | 1  | 1      |
| Stacja kontrolno-pomiarowa 9W838        | 1  | 1      |
| Polowa stacja ładowania akumulatorów    | 1  | 1      |
| Ładownia butli SŁB                      | 1  |        |
| Ładownia akumulatorów PSŁ               | 2  | 2      |
| Zespół spalinowo-elektryczny ZM         | 2  | 5      |
| Ciągnik pancerny                        | 3  | 3      |
| Ciągnik kołowy ewakuacyjny CKE          | 4  |        |
| Ciągnik siodłowy                        |    | 6      |
| Samochód rozpoznania technicznego SRT   | 1  | 1      |
| Namiot techniczny średni N-61 66/Techn. | 1  | 2      |
| Namiot techniczny pojedynczy            | 1  | 2      |
| Kuchnia KPŻ-170                         | 1  | 2      |
| Elektrownia EO-1                        | 1  | 1      |

### Struktura i wyposażenie w 1986
Struktura kompanii remontowej pułku czołgów (82)
- dowódca kompanii
- szef kompanii
- pluton remontu wozów bojowych[c] (30)
  - sześć drużyn remontowych
- pluton remontu pojazdów kołowych[d] (15)
  - drużyna remontu samochodów
  - drużyna remontu transporterów
- pluton remontu uzbrojenia	[e] (10)
  - drużyna remontu uzbrojenia artyleryjskiego
  - drużyna remontu uzbrojenia strzeleckiego
- pluton stacji kontrolno-remontowych[f] (10)
  - drużyna remontu ZSU
  - drużyna kontrolno-pomiarowa PPK
- pluton robót specjalnych[g] (15)
  - drużyna obróbki mechanicznej
  - drużyna elektryków